# 9380 Mâcon
9380 Mâcon eller 1993 QZ5 är en asteroid i huvudbältet som upptäcktes den 17 augusti 1993 av den belgiske astronomen Eric W. Elst vid CERGA-observatoriet. Den är uppkallad efter den franska staden Mâcon.
Asteroiden har en diameter på ungefär 6 kilometer och den tillhör asteroidgruppen Koronis.